# Naßwalder Modell
Das Naßwalder Modell ist ein Organisationsentwicklungsmodell der Evangelischen Kirche A. B. in Österreich, das zu einer Reform der Kirchenverfassung führen könnte. Die Kirchenentwicklungsgruppe unter Leitung des steirischen Superintendenten Hermann Miklas traf sich im Mai 2006 zur 4. Klausur in Naßwald, einer kleinen Ortschaft in Niederösterreich. Am 30. Oktober 2007 wurde von der Synode A.B. die 2. Fassung des Handbuches zum Naßwalder Modell freigegeben.